# 바리랍토르
바리랍토르(Variraptor)는 중생대 백악기 후기, 유럽 대륙에 서식했던 육식공룡이다. '용반류'-'드로마에오사우루스과(Dromaeosauridae)'에 속한다. 전체 몸 길이는 약 1.5m~2m 정도 되었을 것으로 추정된다.